# Meu Casulo de Drywall
Meu Casulo de Drywall é um filme de 2023 dirigido por Caroline Fioratti. Teve sua estreia no festival SXSW 2023. No Brasil, foi lançado nos cinemas pela Gullane+ em 12 de setembro de 2024.
Foi produzido pela Aurora Filmes em coprodução com a Haikai Films.

## Sinopse
O filme segue os eventos após a morte de uma jovem em sua festa de dezessete anos.

## Elenco
- Bella Piero - Virgínia
- Maria Luisa Mendonça - Patrícia (mãe de Virgínia)
- Michel Joelsas - Nicollas
- Mariana Oliveira - Luana
- Daniel Botelho - Gabriel
- Caco Ciocler - Juiz Roberto
- Débora Duboc - Cristina
- Flávia Garrafa - Malu
- Marat Descartes - General Antônio[4]
- Lena Roque - Silmara[5]

## Produção
O filme foi ambientado em um condomínio de luxo em São Paulo, onde foi gravado em 23 dias durante o mês de fevereiro de 2020. Caroline Fioratti teve a ideia de desenvolver o longa a partir de seu curta-metragem, Algum Lugar no Recreio, que também aborda questões da adolescência. Durante a produção, o filme foi inicialmente nomeado como Sobre Girassóis.

## Recepção
No site agregador de críticas Rotten Tomatoes, 67% das 6 resenhas dos críticos são positivas, com uma classificação média de 7/10.
Em sua crítica no Austin Chronicle, Dex Wesley Parra disse que "tudo no que [o filme] carece em um roteiro que se arrasta, especialmente durante o terço médio, é contabilizado em sua estética visual e auditiva."